# Meyrié
Meyrié é uma comuna francesa na região administrativa de Auvérnia-Ródano-Alpes, no departamento de Isère. Estende-se por uma área de 3,43 km². Em 2010 a comuna tinha 1 066 habitantes (densidade: 310,8 hab./km²).